# Chlorota guatemalensis
Chlorota guatemalensis är en skalbaggsart som beskrevs av Ohaus 1912. Chlorota guatemalensis ingår i släktet Chlorota och familjen Rutelidae. Inga underarter finns listade i Catalogue of Life.